# 阜莱氏马先蒿
阜莱氏马先蒿（学名：Pedicularis fletcherii）是列当科马先蒿属的植物。分布于不丹以及中国大陆的西藏等地，生长于海拔4,000米至4,200米的地区，常生于高山草地中，目前尚未由人工引种栽培。